# سباستین لیگارد
سباستین لیگارد (انگلیسی: Sebastián Ligarde؛ زادهٔ ۲۶ ژانویهٔ ۱۹۵۴) هنرپیشه اهل ایالات متحده آمریکا است.
از فیلم‌ها یا برنامه‌های تلویزیونی که وی در آن نقش داشته است می‌توان به پیروزی مردی به نام اسب اشاره کرد.